# Agence spatiale des Émirats arabes unis
L'Agence spatiale des Émirats arabes unis (en arabe وكالة الإمارات للفضاء ; en anglais United Arab Emirates Space Agency) est une agence spatiale créée en 2014 par les Émirats arabes unis dans le but de développer une activité spatiale. En 2021, son budget est estimé à 5 milliards d'euros. 

## Historique
Les Émirats arabes unis débutent une activité spatiale en 2006 avec le développement en coopération avec la Corée du sud du satellite d'observation de la Terre DubaiSat 1 suivi par d'autres satellites de ce type. Par ailleurs une société émiratie de télécommunications Thuraya met en place en 2000 l'un des trois réseaux mondiaux de téléphone satellitaire. En 2004 la décision ambitieuse de développer une mission d'exploration spatiale de Mars avec l'aide d'universités américaines, l'orbiteur EMM, entraine la création d'une agence spatiale nationale. Celle-ci est chargée de coordonner les développements du projet et de mener les travaux du ressort des émiratis. Le centre spatial Mohammed bin Rashid est créé dans ce contexte,. L'agence est présidée par Sarah Al Amiri, qui est par ailleurs responsable de la mission martienne.
Le budget annuel de l'agence en 2019 était de 37,6 millions € (171 millions de dirhams) soit une baisse de 16% par rapport à 2018.
La Mission martienne des Émirats ou Al-Amal est lancée par une fusée japonaise H-IIA le 19 juillet 2020, et le 9 février 2021, la sonde réussit son insertion en orbite martienne, faisant des EAU la cinquième nation à s'installer autour de Mars. 
En 2021, l'agence nomme la première femme astronaute du monde arabe avec la nomination de Nora Al Matrooshi.
Un rover émirati du nom de Rashid est envoyé sur la Lune en 2022, mais s'y écrase lors de l'atterrissage.